# Ángela Medina (judoka)
Ángela Medina (13 de abril de 1965) es una deportista española que compitió en judo. Ganó una medalla de bronce en el Campeonato Europeo de Judo de 1987 en la categoría de +72 kg.

## Palmarés internacional
| Campeonato Europeo | Campeonato Europeo | Campeonato Europeo | Campeonato Europeo |
| Año                | Lugar              | Medalla            | Categoría          |
| ------------------ | ------------------ | ------------------ | ------------------ |
| 1987               | París (Francia)    | Medalla de bronce  | +72 kg             |